# The Now Now
The Now Now — шостий студійний альбом британського віртуального гурту Gorillaz, представлений 29 червня 2018 року на лейблах Parlophone і Warner Bros.. Ця платівка стала «дебютом» для нового персонажа гурту під назвою «Ace». 31 травня 2018 року було представлено два сингли: «Humility» та «Lake Zurich», 7 червня — сингл «Sorcererz», 14 червня — «Fire Flies», а 21 червня  — «Hollywood».

## Передісторія
Після випуску попередньої платівки Humanz у 2017 році Алберн припустив імовірність того, що наступна робота гурту вийде досить швидко, заявивши, що йому сподобалось записувати та представляти нові пісні під час туру. Він порівнював спонтанну природу цієї платівки із їхнім альбом 2010 року «The Fall», додавши, що все ж таки хоче більше «завершеності» від нової платівки. Пізніше Алберн підтвердив, що вони працюють над новим альбомом «Gorillaz», який планують представити через рік.
У вересні 2017 році під час концерту у Сіетлі гурт представив нову пісню під назвою «Idaho». У кінці березня 2018 року під час концерту у Чилі було представлено пісню «Hollywood», записану разом із такими виконавцями як Snoop Dogg та Jamie Principle. Також під час цього шоу Алберн заявив, що робота над альбомом завершена і що невдовзі варто очікувати на реліз. У травні серія постерів з'явилась на фестивалі «All Points East Festival», які містили такі фрази як «G is the Magic Number» та «Save Us from Him» і вебпосилання. Це посилання вело на тизер альбому, із якого можна було дізнатись його назву та дату випуску - 29 червня 2018 року. Також у тизері можна було почути частину нової пісні, яка пісніше була представлена під назвою «Lake Zurich».

## Список пісень
| #     | Назва                                              | Автор                                                         | Продюсер(и)          | Тривалість |
| ----- | -------------------------------------------------- | ------------------------------------------------------------- | -------------------- | ---------- |
| 1.    | «Humility» (за уч. Джорджа Бенсона)                | Деймон Алберн Джеймс Форд [en] Remi Kabaka [en] Джордж Бенсон | Gorillaz Форд Kabaka | 3:17       |
| 2.    | «Tranz»                                            | Алберн Форд Kabaka                                            | Gorillaz Форд Kabaka | 3:11       |
| 3.    | «Hollywood» (за уч. Snoop Dogg та Jamie Principle) | Алберн Форд Jamie Principle Kabaka Calvin Broadaus            | Gorillaz Форд Kabaka | 4:56       |
| 4.    | «Kansas»                                           | Алберн Форд Kabaka                                            | Gorillaz Форд Kabaka | 4:10       |
| 5.    | «Sorcererz»                                        | Алберн Форд Kabaka                                            | Gorillaz Форд Kabaka | 3:00       |
| 6.    | «Idaho»                                            | Алберн Форд Kabaka                                            | Gorillaz Форд Kabaka | 3:40       |
| 7.    | «Lake Zurich»                                      | Алберн Форд Kabaka                                            | Gorillaz Форд Kabaka | 4:13       |
| 8.    | «Magic City»                                       | Алберн Бенсон Форд Kabaka                                     | Gorillaz Форд Kabaka | 3:57       |
| 9.    | «Fire Flies»                                       | Алберн Форд Kabaka                                            | Gorillaz Форд Kabaka | 3:52       |
| 10.   | «One Percent»                                      | Алберн Форд Kabaka                                            | Gorillaz Форд Kabaka | 2:17       |
| 11.   | «Souk Eye»                                         | Алберн Форд Kabaka                                            | Gorillaz Форд Kabaka | 4:37       |
| 41:10 |                                                    |                                                               |                      |            |

## Чарти
| Чарт (2018)                                          | Найвища позиція |
| ---------------------------------------------------- | --------------- |
| Австралія Australian Albums (ARIA)                   | 4               |
| Австрія Austrian Albums (Ö3 Austria)                 | 8               |
| Бельгія Belgian Albums (Ultratop Flanders)           | 5               |
| Бельгія Belgian Albums (Ultratop Wallonia)           | 2               |
| Канада Canadian Albums (Billboard)                   | 4               |
| Данія Danish Albums (Hitlisten)                      | 27              |
| Нідерланди Dutch Albums (MegaCharts)                 | 5               |
| Фінляндія Finnish Albums (Suomen virallinen lista)   | 17              |
| Франція French Albums (SNEP)                         | 6               |
| Німеччина German Albums (Offizielle Top 100)         | 10              |
| Ірландія Irish Albums (IRMA)                         | 4               |
| Італія Italian Albums (FIMI)                         | 17              |
| Нова Зеландія New Zealand Albums (Recorded Music NZ) | 9               |
| Норвегія Norwegian Albums (VG-lista)                 | 7               |
| Польща Polish Albums (ZPAV)                          | 27              |
| Spanish Albums (PROMUSICAE)                          | 11              |
| Швеція Swedish Albums (Sverigetopplistan)            | 18              |
| Швейцарія Swiss Albums (Schweizer Hitparade)         | 3               |
| Швейцария (Romandie)                                 | 1               |
| Велика Британія UK Albums (OCC)                      | 5               |
| US Billboard 200                                     | 4               |
| США Top Alternative Albums (Billboard)               | 2               |
| США Top Rock Albums (Billboard)                      | 2               |